# Lemon (U2)
Lemon is de vierde single van het album Zooropa van de Ierse band U2.
Van de single zijn zeven versies uitgebracht. Op alle singles staan remixen van het nummer. Dit is mogelijk omdat Lemon een disco-nummer is.
In 2001 is het nummer gecoverd door Jay Buchannan.
Bono · The Edge · Adam Clayton · Larry Mullen jr.